# Ariétidas
As Ariétidas são uma chuva de meteoros ou chuva de estrelas, de forte intensidade, que ocorre anualmente entre os dias 22 de maio e 2 de julho, atingindo o seu pico no dia 7 de junho. Por ser diurna só foi descoberta em 1947, sendo considerada a mais ativa de entre as chuvas anuais que ocorrem durante o período diurno. A origem das Ariétidas permanece desconhecida, mas alguns cientistas suspeitam que esteja relacionada com o asteroide 1566 Icarus.